# 花樣冰舞
《花樣冰舞》 （Dancing on Ice）為英國電視真人秀節目，由菲利普·斯科菲爾德與克莉絲汀·布萊克利主持。內容為名人與職業滑冰選手搭檔於評小組前表演。這個節目從2006年至2022年一共播出十五季227集，最初的標題是「與名人滑冰」（Skating with Celebrities），但於2005年ITV名人導向夏季節目表闖關失敗後便更名。《花樣冰舞》常被拿來跟BBC的舞蹈真人秀《舞動奇蹟》比較，也被稱為冰上版《舞動奇蹟》。

## 世界各地加盟節目
《花樣冰舞》節目被世界各地電視台加盟製作，其形式由倫敦週末電視與格拉納達電視台為ITV訂定並運作，各節目在2006年分別於英國、美國、澳洲、德國、荷蘭及比利時、斯洛伐克、俄羅斯的黃金時段播出，稍後阿根廷、挪威、波蘭、義大利、智利及土耳其亦跟進製播。在澳洲，加盟節目的名稱為《托維爾與迪安的花樣冰舞》，因成本不堪負荷而只製播了一季。
中國東方衛視的《明星大練冰》，乃是向本節目美國版《與名人滑冰》的播出公司FOX購買版權製作。

## 華語圈播出情形
此節目曾在上海外語頻道播出，而ITV的海外衛星頻道ITV Choice每年亦在英國首播後兩週播出此節目，臺灣的IPTV系統MOD、新加坡的有線電視系統StarHub TV，以及馬來西亞的衛星電視系統Astro都有該台。

## 外部連結
- itv.com上《Dancing on Ice 》的資料
- Dancing on Ice在STV的頁面
- Dancing on Ice在UTV的頁面
- Dancing on Ice的Facebook專頁
- Dancing on Ice的X（前Twitter）
- 互联网电影数据库（IMDb）上《花樣冰舞》的资料（英文）